# Vị trí của Trái Đất
Kiến thức về vị trí của Trái Đất đã được định hình bằng 400 năm quan sát bằng kính thiên văn, và đã mở rộng triệt để kể từ đầu thế kỷ 20. Ban đầu, Trái Đất được cho là trung tâm của Vũ trụ, chỉ bao gồm những hành tinh có thể nhìn thấy bằng mắt thường và một quả cầu xa xôi của các ngôi sao cố định. Sau khi chấp nhận mô hình nhật tâm vào thế kỷ 17, các quan sát của William Herschel và những nhà khoa học khác cho thấy Mặt trời nằm trong một thiên hà rộng lớn, hình đĩa. Đến thế kỷ 20, các quan sát về tinh vân xoắn ốc cho thấy thiên hà Milky Way là một trong hàng tỷ thiên hà trong vũ trụ đang giãn nở, được nhóm lại thành các cụm và siêu đám thiên hà. Vào cuối thế kỷ 20, cấu trúc tổng thể của vũ trụ hữu hình đã trở nên rõ ràng hơn, với các siêu đám mây hình thành thành một mạng lưới rộng lớn các dây và lỗ rỗng. Siêu đám, dây và lỗ rỗng là những cấu trúc mạch lạc lớn nhất trong Vũ trụ mà chúng ta có thể quan sát được. Ở quy mô lớn hơn (hơn 1000 megaparsec), Vũ trụ trở nên đồng nhất, có nghĩa là tất cả các phần của nó có trung bình cùng mật độ, thành phần và cấu trúc.
Vì Vũ trụ được tin là không có "trung tâm" hay "rìa" nên không có điểm tham chiếu cụ thể nào để vẽ sơ đồ vị trí tổng thể của Trái Đất trong vũ trụ. Bởi vì vũ trụ quan sát được được định nghĩa là khu vực của Vũ trụ có thể nhìn thấy đối với các nhà quan sát trên mặt đất, bởi vì sự bất biến của tốc độ ánh sáng nên Trái Đất là trung tâm của vũ trụ có thể quan sát được của Trái Đất. Tham chiếu có thể được thực hiện đối với vị trí của Trái Đất đối với các cấu trúc cụ thể, tồn tại ở các quy mô khác nhau. Vẫn chưa xác định được liệu Vũ trụ là vô hạn hay không. Đã có nhiều giả thuyết cho rằng vũ trụ được biết đến có thể chỉ là một ví dụ  nằm trong một đa vũ trụ cao hơn; tuy nhiên, không có bằng chứng trực tiếp về bất kỳ loại đa vũ trụ nào đã được quan sát, và một số người đã lập luận rằng giả thuyết này không phải là không có căn cứ.

## Chi tiết
Trái Đất là hành tinh thứ ba tính từ Mặt trời với khoảng cách xấp xỉ 149,6 triệu kilômét (93,0 triệu dặm)  và được du hành với 1 triệu dặm Anh trên giờ (1,6 triệu kilômét trên giờ)  thông qua không gian bên ngoài.  
| Đặc trưng                    | Khoảng cách                                         | Ghi chú | Nguồn tham khảo             |
| ---------------------------- | --------------------------------------------------- | --- | --------------------------- |

Sơ đồ vị trí của Trái Đất trong vũ trụ quan sát được.

| Trái Đất                     | 12,756.2 km (xích đạo)                              | Đo lường chỉ bao gồm phần rắn của Trái Đất; không có ranh giới trên bao gồm bầu khí quyển của Trái Đất. Geocorona, một lớp nguyên tử hydro phát quang UV, nằm ở 100.000 km. Đường Kármán, được định nghĩa là ranh giới không gian cho các phi hành gia, nằm ở 100 km.                                                                | [ 11 ] [ 12 ] [ 13 ]        |
| Quỹ đạo Mặt Trăng            | 768,210 km                                          | Đường kính trung bình của quỹ đạo của Mặt trăng so với Trái Đất. |                             |
| Không gian ngoài thiên thể   | 6,363,000–12,663,000 km (110–210 bán kính Trái Đất) | Không gian bị chi phối bởi từ trường Trái Đất và từ quyển của nó, được hình thành bởi gió Mặt trời. | [ 14 ]                      |
| Quỹ đạo Trái Đất             | 299.2 triệu km 2 AU                                 | Đường kính trung bình của quỹ đạo Trái Đất so với Mặt trời. Bao gồm Mặt trời, Sao Thủy và Sao Kim. | [ 15 ]                      |
| Bên trong Hệ Mặt trời        | ~6.54 AU                                            | Bao gồm Mặt trời, các hành tinh trong cùng (Sao Thủy, Sao Kim, Trái Đất, Sao Hỏa) và vành đai tiểu hành tinh. Khoảng cách được trích dẫn là cộng hưởng 2:1 với Sao Mộc, đánh dấu giới hạn ngoài của vành đai tiểu hành tinh. | [ 16 ] [ 17 ] [ 18 ]        |
| Bên ngoài Hệ Mặt Trời        | 60.14 AU                                            | Bao gồm các hành tinh bên ngoài (sao Mộc, sao Thổ, Thiên Vương Tinh, Hải Vương Tinh). Khoảng cách trích dẫn là đường kính quỹ đạo của sao Hải Vương. |                             |
| Vành đai Kuiper              | ~96 AU                                              | Vành đai của các thiên thể băng bao quanh bên ngoài hệ Mặt Trời. Bao gồm các hành tinh lùn Diêm Vương Tinh, Haumea và Makemake. Khoảng cách được trích dẫn là cộng hưởng 2:1 với Sao Hải Vương, thường được coi là cạnh trong của vành đai Kuiper chính.                                                                             | [ 19 ]                      |
| Nhật quyển                   | 160 AU                                              | Mức tối đa của gió mặt trời và môi trường liên hành tinh. | [ 20 ] [ 21 ]               |
| Đĩa phân tán                 | 195.3 AU                                            | Khu vực của các vật thể băng giá rải rác rải rác xung quanh vành đai Kuiper. Bao gồm hành tinh lùn Eris. Khoảng cách được trích dẫn có được bằng cách nhân đôi củng điểm của Eris, thiên thể đĩa phân tán được biết đến xa nhất. Đến bây giờ, củng điểm quỹ đạo của Eris đánh dấu điểm xa nhất được biết đến trong đĩa phân tán.     | [ 22 ]                      |
| Đám mây Oort                 | 100,000–200,000 AU 0.613–1.23 pc                    | Vỏ hình cầu của hơn một nghìn tỷ (1012) sao chổi. Sự tồn tại hiện tại chỉ là giả thuyết, nhưng được suy ra từ quỹ đạo của sao chổi dài hạn. | [ 23 ]                      |
| Tổng hệ Mặt trời             | 1.23 pc                                             | Mặt trời và các hệ hành tinh. Đường kính trích dẫn là của quyển Hill của Mặt trời; khu vực ảnh hưởng của lực hấp dẫn của nó. | [ 24 ]                      |
| Đám mây liên sao địa phương  | 9.2 pc                                              | Đám mây liên sao khí mà qua đó Mặt trời và một số ngôi sao khác hiện đang tồn tại. |                             |
| Bong bóng địa phương         | 2.82–250 pc                                         | Khoang trong môi trường liên sao trong đó Mặt trời và một số ngôi sao khác hiện đang tồn tại.Nguyên nhân bởi một siêu tân tinh trong quá khứ. | [ 25 ] [ 26 ]               |
| Vành đai Gould               | 1,000 pc                                            | Vòng của những ngôi sao trẻ mà qua đó Mặt trời hiện đang tồn tại. | [ 27 ]                      |
| Nhánh Orion                  | 3000 pc (chiều dài)                                 | Thiên hà xoắn ốc của Dải Ngân hà mà Mặt trời hiện đang tồn tại. |                             |
| Quỹ đạo Hệ Mặt Trời          | 17,200 pc                                           | Đường kính trung bình của quỹ đạo của Hệ Mặt trời so với Trung tâm Ngân hà. Bán kính quỹ đạo của Mặt trời là khoảng 8.600 Parsec, hoặc hơn một nửa so với rìa thiên hà. 1 chu kỳ quỹ đạo của Hệ Mặt trời kéo dài từ 225 đến 250 triệu năm.                                                                                           | [ 28 ] [ 29 ]               |
| Dải ngân hà                  | 30,000 pc                                           | Thiên hà của chúng ta, gồm 200-400 tỷ ngôi sao, được lấp đầy bởi môi trường liên sao. | [ 30 ] [ 31 ]               |
| Thiên hà vệ tinh của Ngân hà | 840,500 pc                                          | Dải Ngân hà và các thiên hà lùn vệ tinh bị ràng buộc bởi lực hấp dẫn của nó. Ví dụ như Thiên hà lùn Nhân Mã, Thiên hà lùn Ursa Minor và Thiên hà Đại Khuyển. Khoảng cách được trích dẫn là đường kính quỹ đạo của thiên hà lùn Leo T, thiên hà xa nhất trong phân nhóm Dải Ngân hà.                                                  | [ 32 ]                      |
| Nhóm địa phương              | 3 Mpc                                               | Nhóm ít nhất 54 thiên hà trong đó Dải Ngân hà là một phần. Chi phối bởi thiên hà Tiên Nữ (lớn nhất), dải Ngân hà và thiên hà Tam Giác; phần còn lại là các thiên hà lùn. | [ 33 ]                      |
| Dải Địa phương               | 7 Mpc                                               | Nhóm các thiên hà bao gồm Nhóm Địa phương di chuyển với cùng vận tốc đối với Cụm Xử Nữ và cách xa Khoảng trống Địa phương. | [ 34 ] [ 35 ]               |
| Siêu đám Xử Nữ               | 30 Mpc                                              | Các siêu đám trong đó Nhóm địa phương là một phần. Nó bao gồm khoảng 100 nhóm và cụm thiên hà, tập trung vào Cụm Xử Nữ. Nhóm địa phương nằm ở rìa ngoài của Siêu đám Virgo. | [ 36 ] [ 37 ]               |
| Siêu đám Laniakea            | 160 Mpc                                             | Một nhóm được kết nối với các siêu đám trong đó Nhóm địa phương là một phần. Bao gồm khoảng 300 đến 500 nhóm và cụm thiên hà, tập trung vào Điểm hút lớn trong siêu đám Hydra-Centaurus. | [ 38 ] [ 39 ] [ 40 ] [ 41 ] |
| Vũ trụ quan sát được         | 28,500 Mpc                                          | Ít nhất 2 nghìn tỷ thiên hà trong vũ trụ có thể quan sát được, được sắp xếp thành hàng triệu siêu đám mây, các sợi thiên hà và các khoản trống, tạo nên cấu trúc giống như bọt. | [ 42 ] [ 43 ] [ 44 ]        |
| Vũ trụ                       | Tối thiểu 28.500 Mpc Có thể là vô hạn               | Ngoài vũ trụ quan sát được là những vùng không thể quan sát được mà từ đó chưa có ánh sáng nào đến được Trái Đất. Không có thông tin có sẵn, vì ánh sáng là phương tiện thông tin nhanh nhất. Tuy nhiên, chủ nghĩa đồng nhất lập luận rằng Vũ trụ có khả năng chứa nhiều thiên hà hơn trong cùng cấu trúc thượng tầng giống như bọt. | [ 45 ]                      |